# Bartki (powiat ostródzki)
Bartki (niem. Bardtken) – osada w Polsce położona w województwie warmińsko-mazurskim, w powiecie ostródzkim, w gminie Dąbrówno. Miejscowość wchodzi w skład sołectwa Tułodziad. W latach 1975–1998 miejscowość administracyjnie należała do województwa olsztyńskiego.
Wieś była wzmiankowana w 1365 roku w formie Weisbuthen. Miejscowość podlegała wówczas pod komturię w Dąbrównie i obejmowała dobra rycerskie o powierzchni 15 włók. Obok pierwotnej nazwy Weisbuthen, która wywodzi się od pruskiej nazwy osobowej *Wisebutis, od XV wieku w źródłach pojawiała się oboczna, fonetycznie zredukowana nazwa Weisuthen (w formie spolszczonej jako Wysoty). Od XV wieku znana jest także polska forma Bartki oraz jej wersje niemieckie – Bartken, Bardtken.
W 1974 roku osada jako PGR Bartki należała do sołectwa Tułodziad (gmina Dąbrówno) razem z miejscowościami: PGR Fiugajki, wieś Tułodziad, PGR Pląchawy.